# Viller
Viller é uma comuna francesa na região administrativa de Grande Leste, no departamento de Mosela. Estende-se por uma área de 7,27 km². Em 2010 a comuna tinha 196 habitantes (densidade: 27 hab./km²).